# Takeshis'
Takeshis' (japonés: タケシズ) es una película japonesa mezcla de comedia, drama y fantasía del año 2005. Dirigida, escrita y protagonizada por Takeshi Kitano es considerada una de sus obras más personales y experimentales con tintes de humor absurdo, surrealismo, momentos oníricos, tristeza y un ejercicio de autorreflexión para el autor.
Obtuvo una nominación al León de Oro del Festival de Venecia de 2005.

## Sinopsis
Beat Takeshi es un actor con gran reconocimiento que vive el día a día de una estrella. Por otro lado, Kitano es un cajero de supermercado que trata de abrirse camino en el mundo de la actuación y que desea una oportunidad para demostrar su talento. Cuando ambos se cruzan y tienen la oportunidad de conocerse, Kitano empieza a experimentar como su realidad comienza a mezclarse con la vida de Beat Takeshi en pantalla, dando lugar a momentos de violencia y estados de ensoñación.

## Reparto
- Takeshi Kitano - Beat Takeshi / Señor Kitano
- Kotomi Kyōno - Novia de Takeshi / Vecina del Señor Kitano
- Kayoko Kishimoto - Mujer en la sala de Mahjong / Productora de audiciones / Cliente
- Ren Ōsugi - Mánager de Takeshi / Taxista
- Susumu Terajima - Amigo de Takeshi / Vecino del Señor Kitano
- Tetsu Watanabe - Encargado de vestuario en televisión / Cocinero de noodles / Actor en el casting
- Akihiro Miwa - Akihiro Miwa
- Naomasa Musaka - Tatuador de la película
- Kōichi Ueda - Miembro del equipo de la película cercano al director
- Junya Takaki - Junya Takaki
- Kanji Tsuda - Director de la película
- Makoko Ashikawa - Asistente al casting
- Tsutomu Takeshige
- Shōgo Kimura
- Tamotsu Ishibashi
- Kunihiro Matsumura
- Toshi
- Shōken Kunimoto
- Shinji Uchiyama
- D.J. Hanger

## Recepción
La cinta obtiene valoraciones positivas entre los usuarios de los portales de información cinematográfica y valoraciones mixtas entre la crítica profesional. En IMDb computando 3.818 votos obtiene una valoración media de 6,3 sobre 10. En FilmAffinity con 2.070 valoraciones de sus usuarios alcanza el 6,0 sobre 10. En el agregador Rotten Tomatoes obtiene la calificación de "fresco" para el 40% de las 5 críticas profesionales reseñadas y para el 60% de los más de 2.500 usuarios del portal que han emitido su opinión.
El escritor y crítico Jordi Costa en el diario El País la valoraba positivamente indicando "Pesadilla egomaníaca y paranoica sobre la psicopatología de la fama. (...) El Ocho y medio de Kitano, pero también su Mulholland Drive. (...) Un ejercicio de autoinmolación de quien ha dejado de gustarse a sí mismo, pero no puede escapar de su propia genialidad". Por contra Oti Rodríguez Marchante para el diario ABC la calificaba con 2 sobre 5 resumiendo "Kitano se ríe de Kitano. (...) Un ejercicio notable de egocentrismo, fantasía y situaciones repetidas, violentas y tediosas". Fausto Fernández en el reportaje de la revista Fotogramas "Takeshi Kitano: los quince rostros del cineasta japonés" reflexiona sobre la película indicando "Que Takeshi Kitano era un ya un autor sin ningún tipo de dudas (...) era algo conocido por todos. (...) faltaba que (...) tomara conciencia de ello y se desnudara públicamente. Lo hizo con dos de sus más polémicas películas, ninguna de ellas un éxito, pero tan curiosas y estimulantes como necesarias para entender al personaje: ’Takeshis’ (2005) y ‘Glory to the filmaker!’ (2007). En ellas, Kitano se ríe de sí mismo y nos habla de sus procesos creativos desde un tono de farsa y alegoría cinéfila".
Philip French en su crítica para The Guardian la valora negativa destacando "un comienzo prometedor deja paso a una sucesión de escenas arbitrarias, absurdas y sinsentido acerca de la identidad". En el mismo periódico también es negativa la crítica de Xan Brooks, quien le otorga 1 estrella de 5, indicando "el guion gira en aburridos círculos, como un pez en una pecera, sin nada más en lo que fijarse que en su propio reflejo en el espejo".